# 우리들의 리메이크

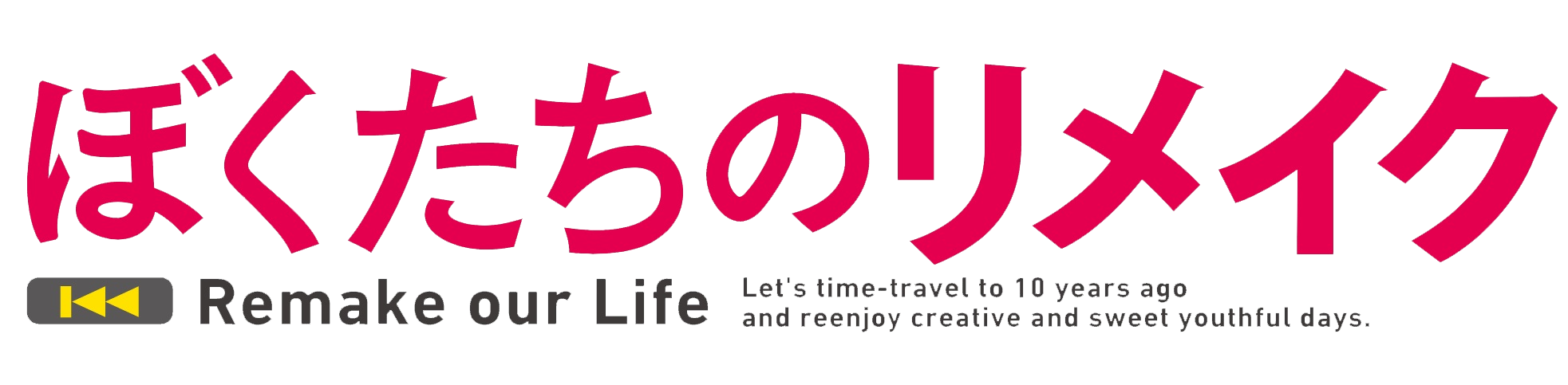

《우리들의 리메이크》(ぼくたちのリメイク)는 키오 나치(작가), 에렛토(일러스트)가 원작한 일본의 라이트 노벨이다. MF문고 J(KADOKAWA)에서 2017년 3월부터 간행했다.
게임 디렉터인 주인공이 10년 전으로 돌아가 분투하는 모습을 그린다. 『이 라이트 노벨이 대단하다!』에서 2018년 신작 부문 4위, 2019년 작품 부문 종합 6위에 올랐다.

## 줄거리
나, 하시바 쿄우야는 보잘것없는 게임 디렉터다. 회사는 도산하고 기획도 좌초되어 본가로 돌아가게 된다. 눈부신 크리에이터의 활약을 본체만체하고 착잡한 심정으로 잠들었다가 눈을 뜨니, 어째서인지 10년 전 대학 입학 때로 되돌아가 있었다?!
떨어졌을 터인 대학에 붙어 동경하던 예대 라이프, 한층 나아가 셰어하우스에서 남녀 네 명의 공동생활이라는 갑작스러운 장밋빛 나날에! 여기서부터 내 인생(루트)을 다시 만드는 거다. 훗날 초유명 크리에이터(의 씨앗)과 함께 보내는 신생활이 지금 시작된다! 라며, 의기양양하게 시작해 봤지만 그렇게 잘 풀릴 리가 없는 모양인데…….